# Montevideo Wanderers
Montevideo Wanderers Fútbol Club je uruguayský fotbalový klub z Montevidea.
Hraje na stadionu Estadio Viera. Tým má černo-bílé dresy.

## Historie
Klub byl založen v roce 1902. Název odkazuje na Wolverhampton Wanderers.
V letech 1923 a 1924 měl klub 2 týmy ve 2 konkurenčních ligách 2 svazů: Asociación Uruguaya de Fútbol (AUF) i Federación Uruguaya de Football (FUF). Tým hrající ve svazu FUF hrál pod názvem Atlético Wanderers a v roce 1923 ligu vyhrál.
Tým se stal mistrem ligy organizované hlavním (v té době jediným) svazem AUF v letech 1906, 1909 a 1931.
V letech 1969 až 1974 hrál tým v Las Piedras.

## Úspěchy
- Primera División (AUF) (3): 1906, 1909, 1931
- Primera División (FUF) (1): 1923